# Herrschaft Nachod

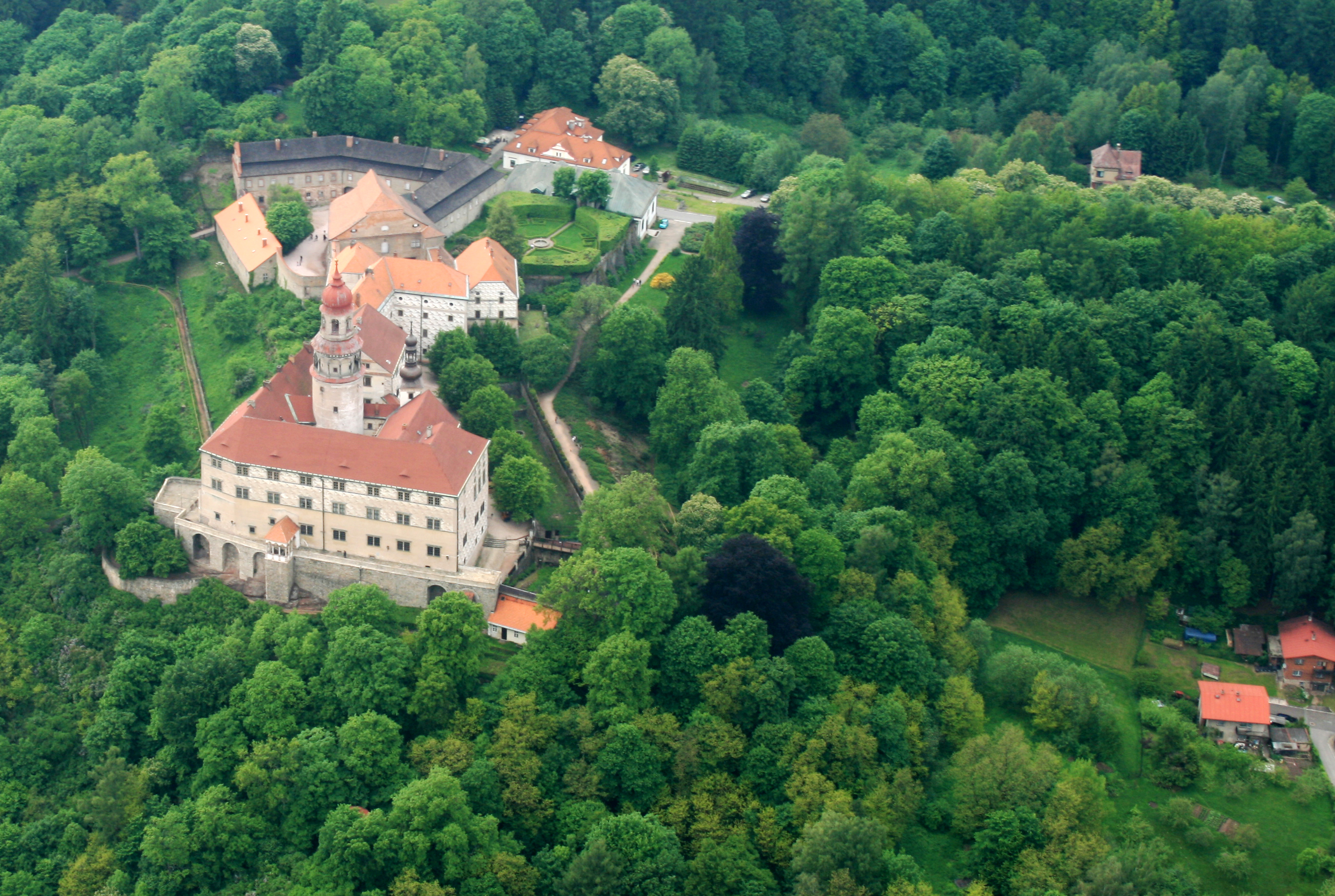
Schloss Náchod

Die Herrschaft Nachod (tschechisch Panství Náchod bzw. Náchodské panství; nach 1850 auch Großgrundbesitz Nachod bzw. tschechisch Velkostatek Náchod) in Ostböhmen entwickelte sich auf dem Gebiet der mittleren Mettau, das von Hron von Nachod ab der Mitte des 13. Jahrhunderts kolonisiert worden war. 
Im Laufe der Jahrhunderte kamen umfangreiche Besitzungen hinzu. Bei der Aufhebung der Patrimonialherrschaft 1848 war sie eine der größten Grundherrschaften in Böhmen. Das gesamte Gebiet gehörte bis zu dessen Aufhebung 1862 zum Königgrätzer Kreis. Hauptort der Herrschaft war die jetzige Kreisstadt Náchod mit Schloss Náchod.

## Geschichte

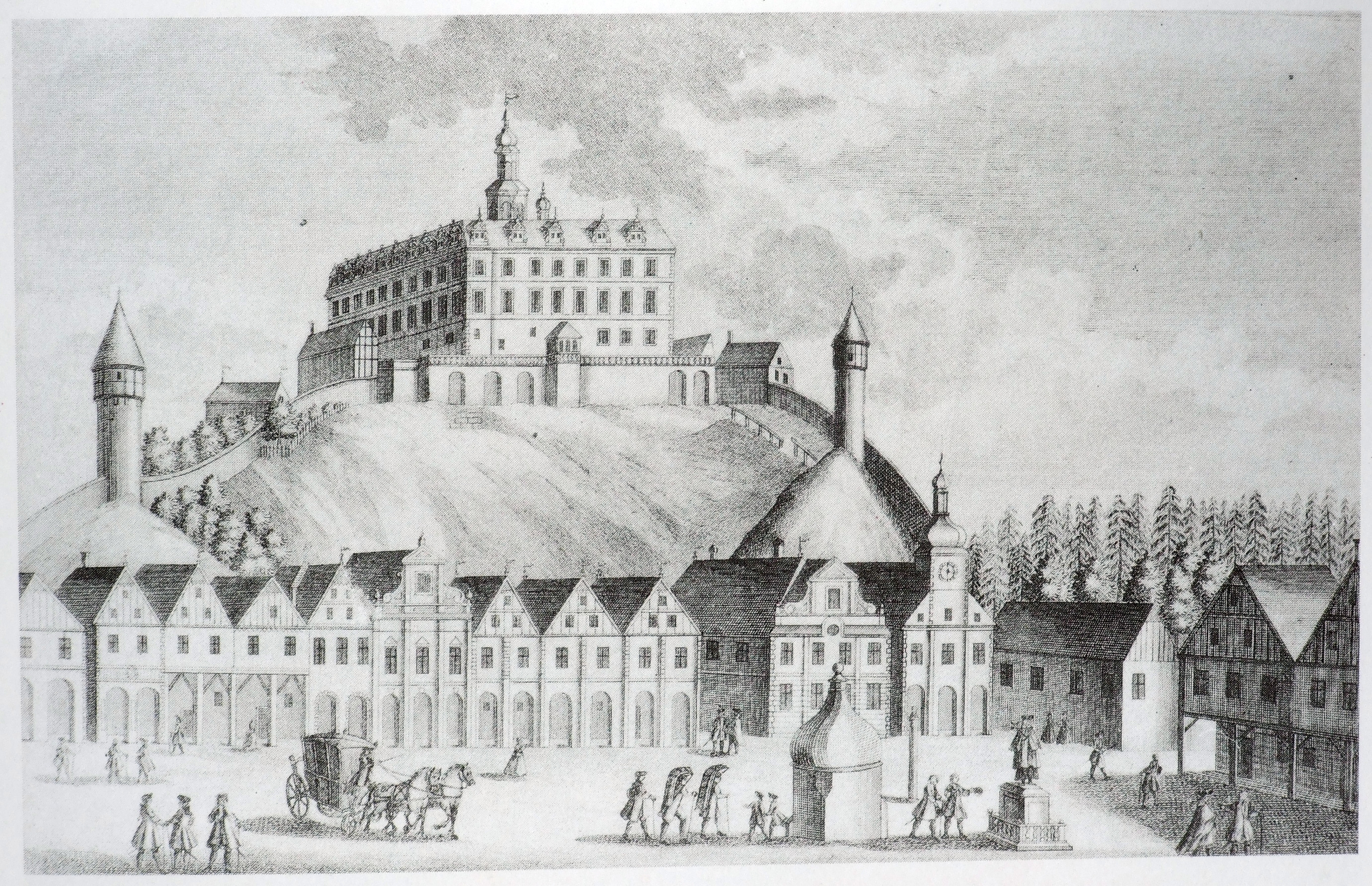
Schloss um 1740

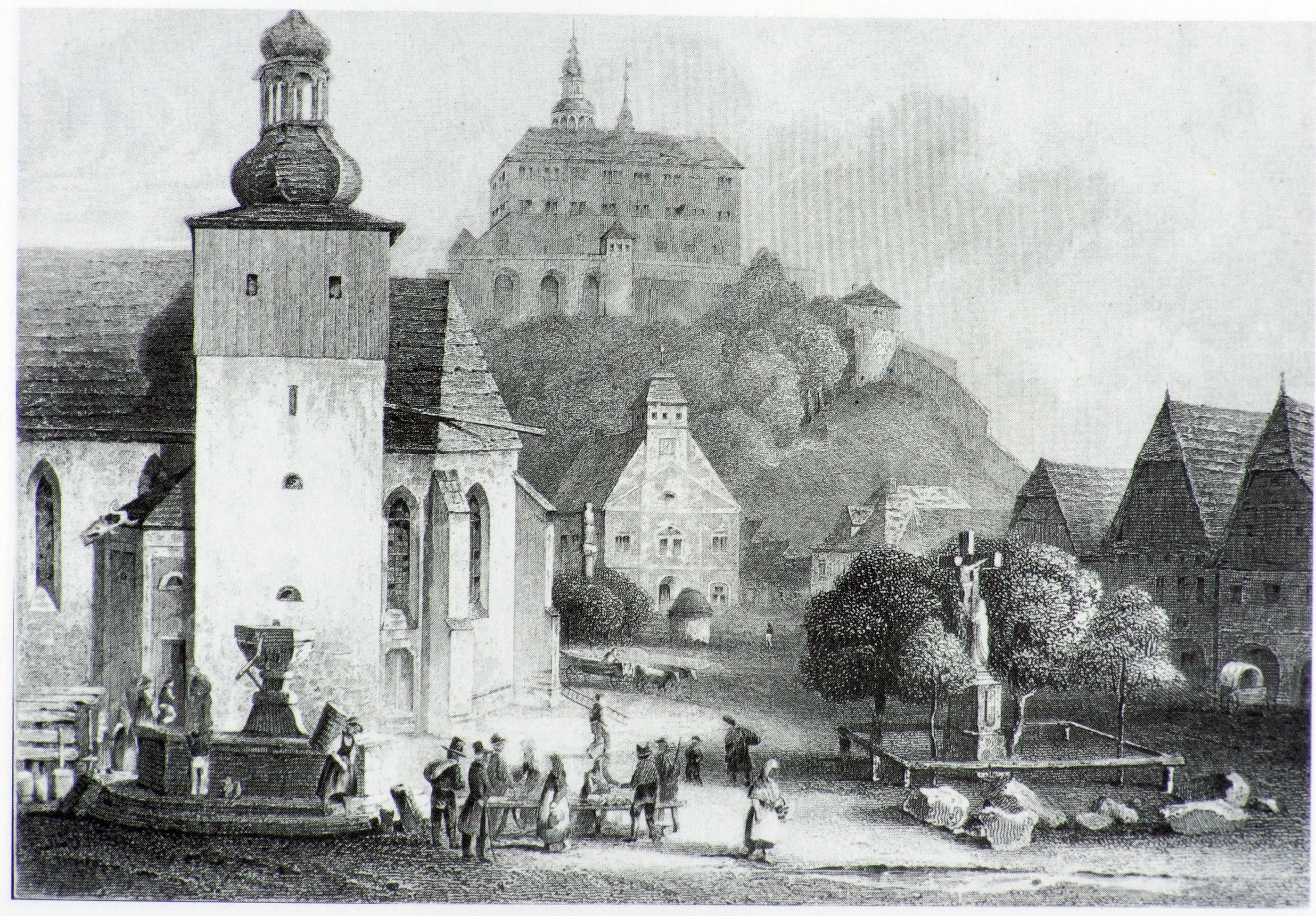
Ansicht um 1850

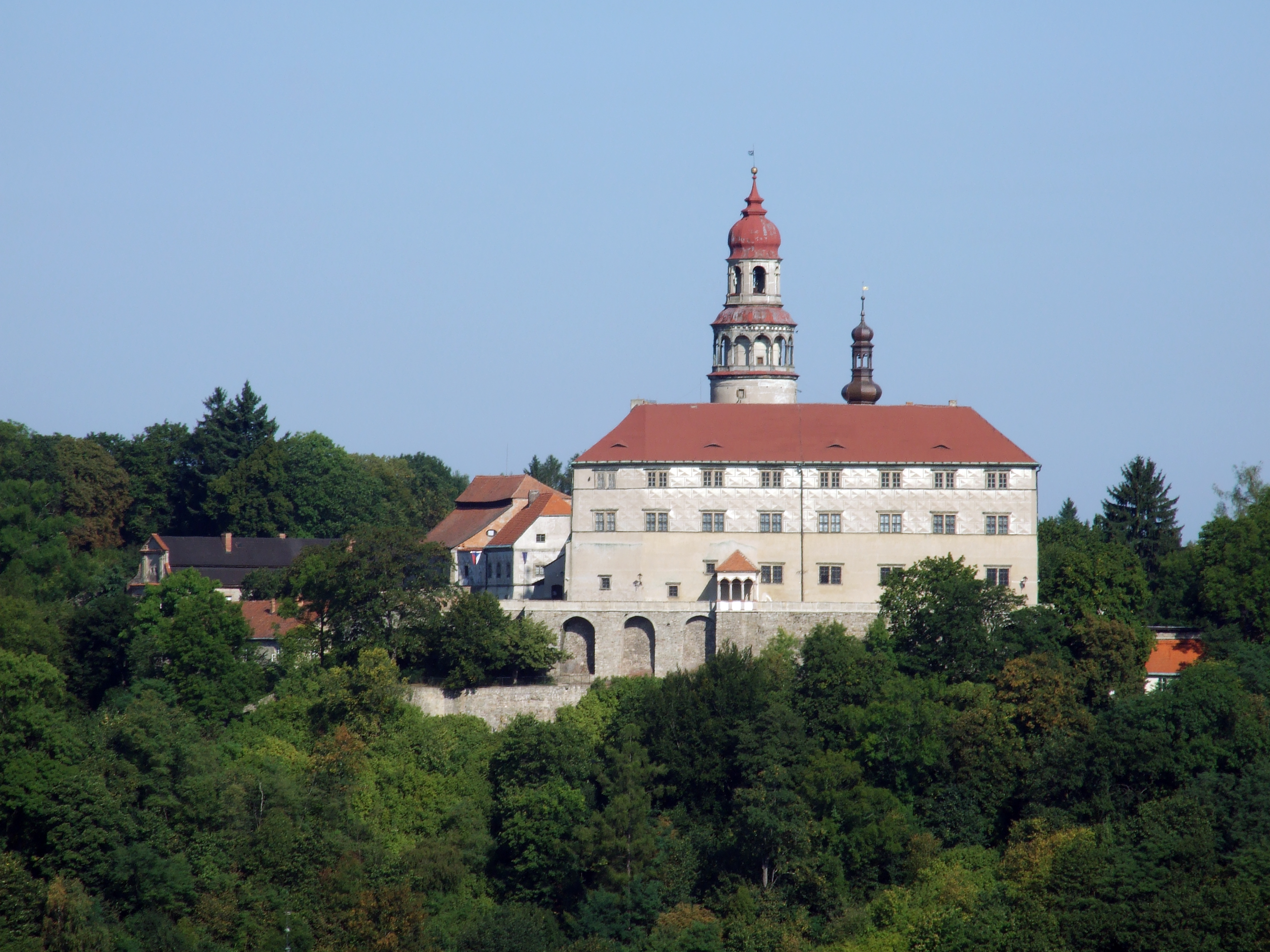
Schloss Nachod

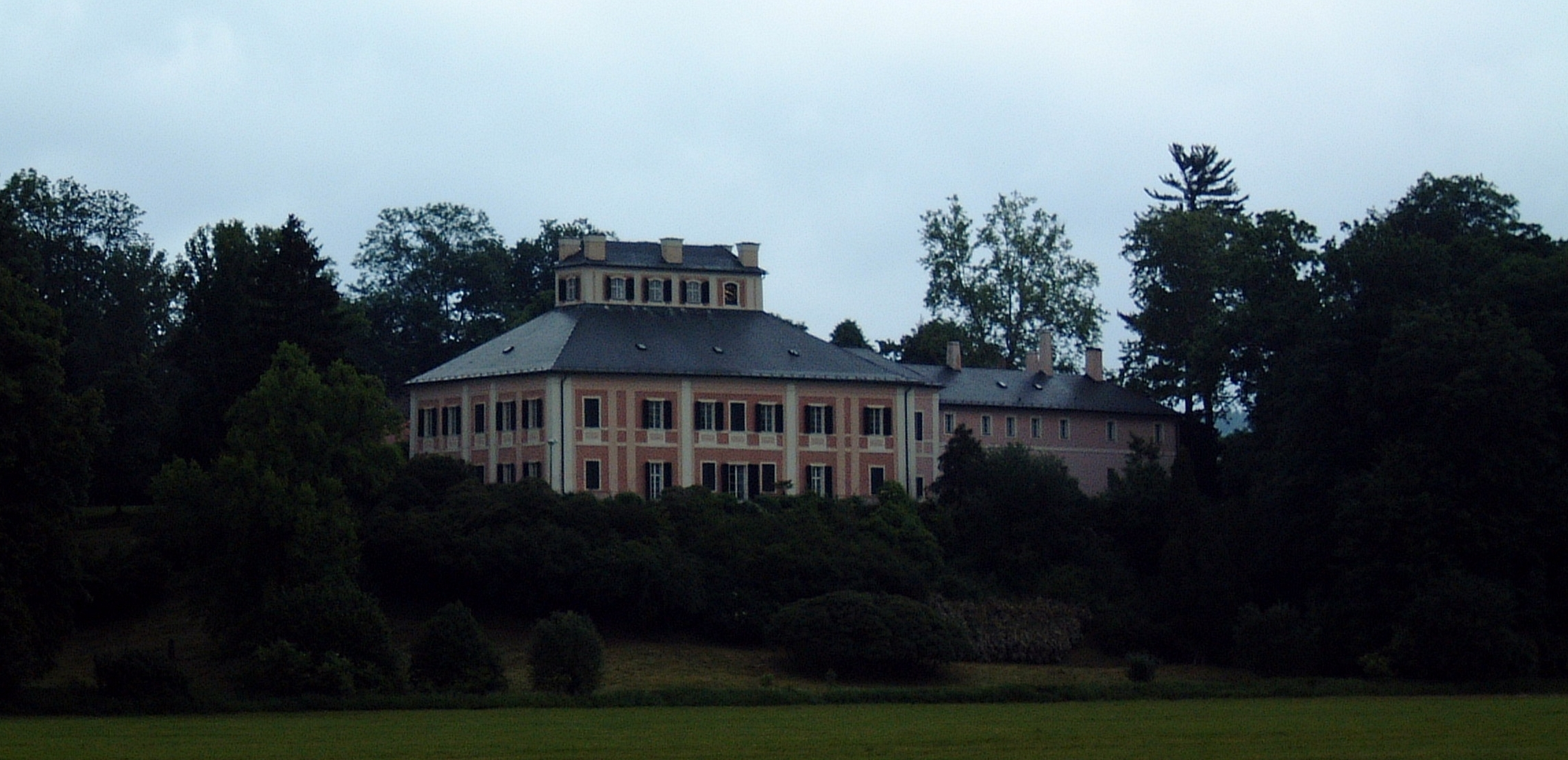
Schloss Ratibořice

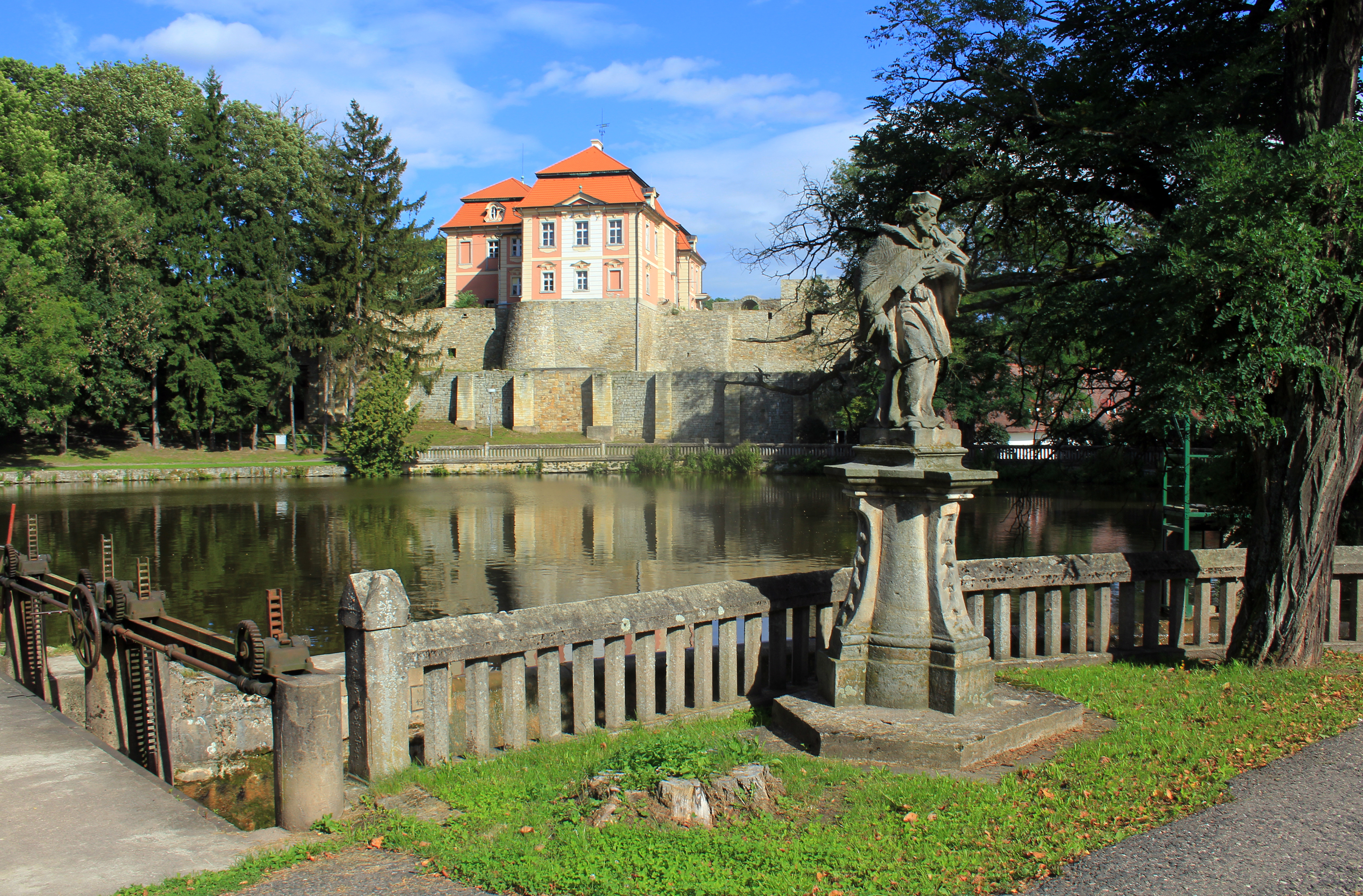
Schloss Chvalkovice

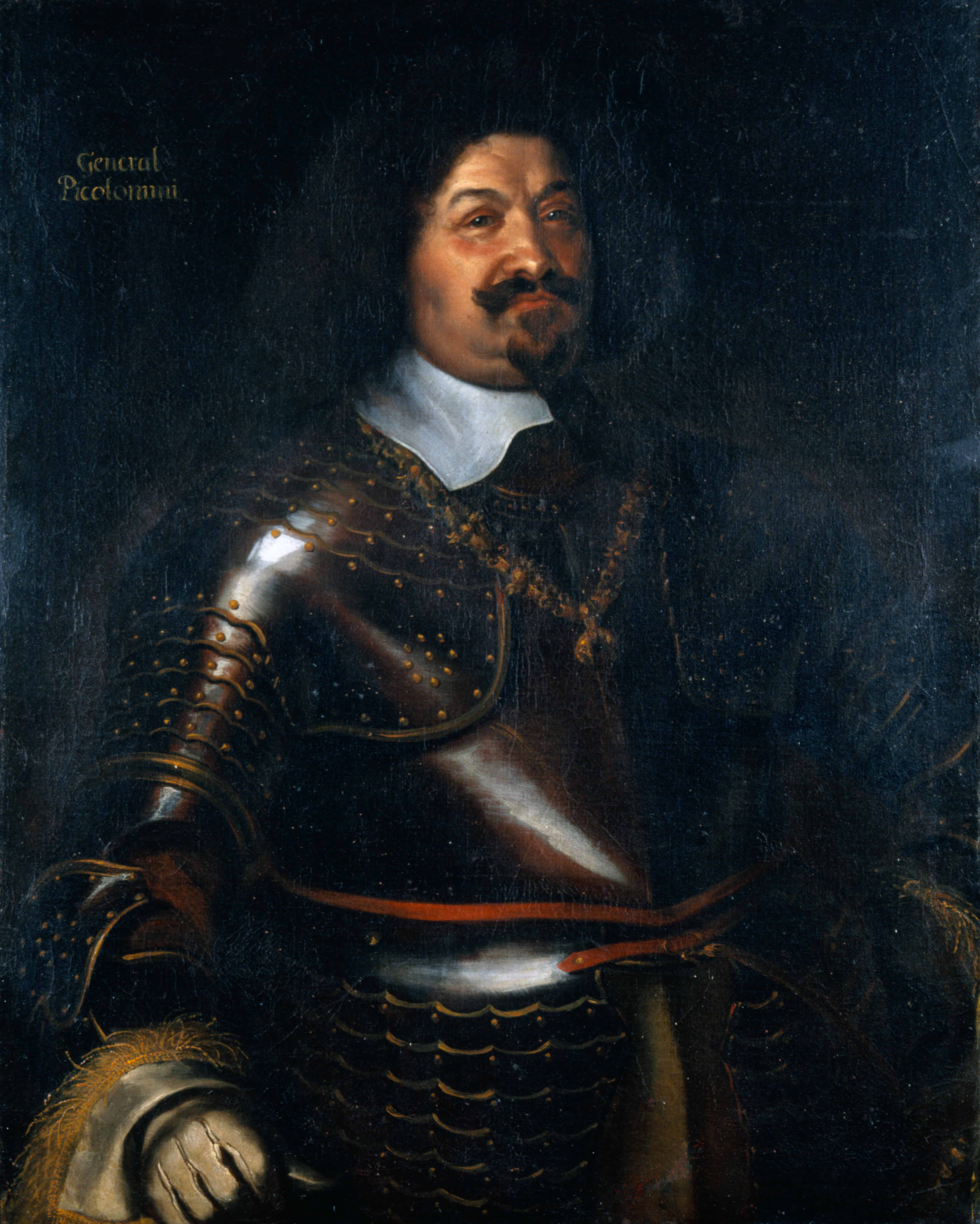
Ottavio Piccolomini

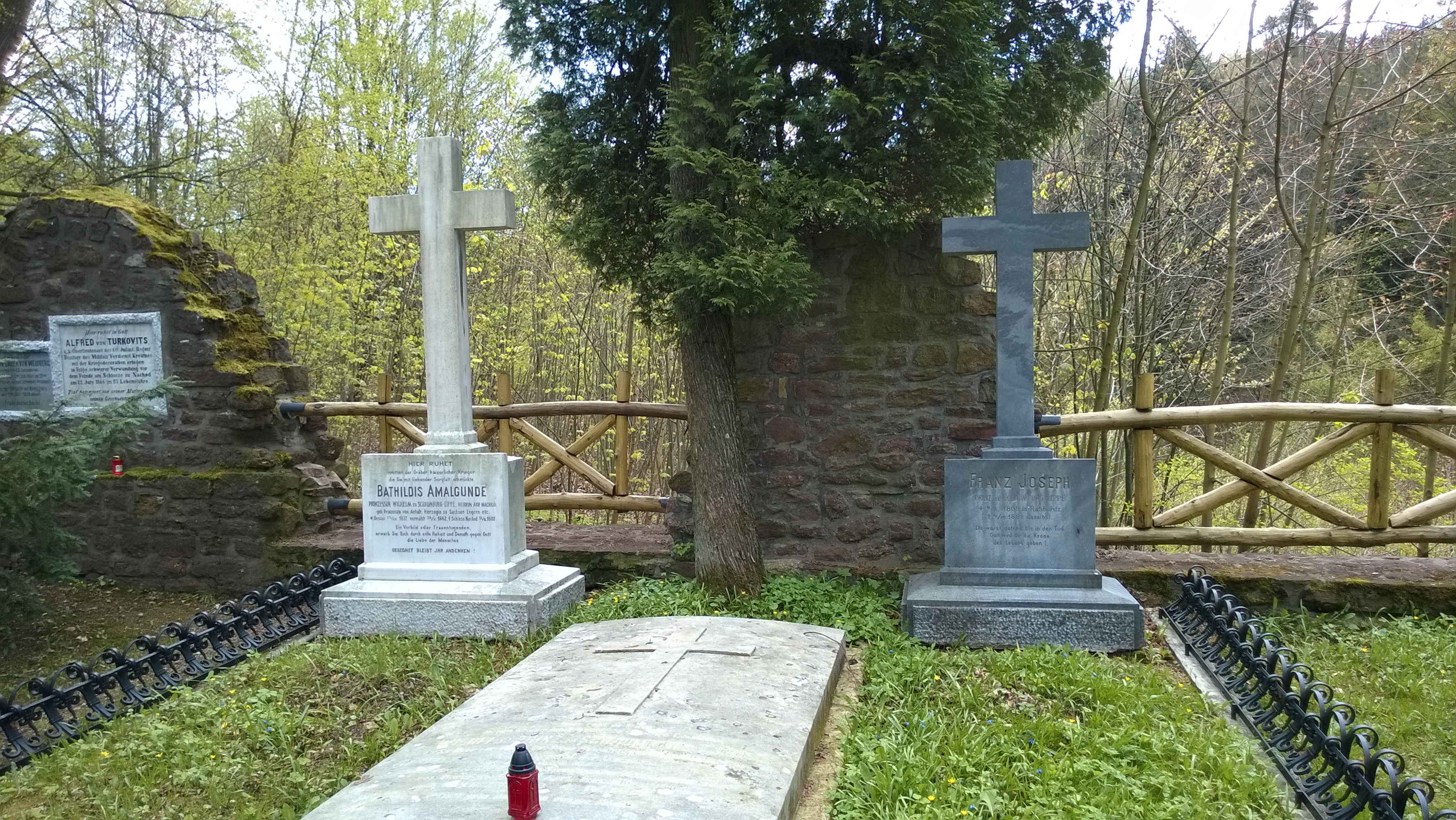
Friedhof am weißen Kreuz in Náchod mit Gräbern der Besitzer von Schloss Náchod

Die Burg- bzw. Schlossherren von Nachod waren zugleich Besitzer der Grundherrschaft, deren erster, Hron von Nachod, dem Geschlecht der Načeraticer entstammte. Dessen Enkel Ješek musste um 1325 Nachod mit dem böhmischen König Johann von Luxemburg gegen Kostelec nad Černými Lesy tauschen. Nach mehreren Besitzerwechseln folgten im Jahr 1415 Boček II. von Podiebrad und nach dessen Tod 1417 sein Sohn Viktorin von Podiebrad.
Obwohl nach Viktorins Tod 1427 dessen damals sechsjähriger Sohn, der spätere böhmische König Georg von Podiebrad, die Besitzungen erbte, bemächtigte sich während der Hussitenkriege am 29. September 1437 der Taboritenfeldherr Jan Kolda von Žampach der Stadt Nachod, die er fast zwanzig Jahre halten konnte. Er erneuerte die Nachoder Burg, 1442 ließ er das älteste Nachoder Stadtbuch anlegen und ernannte einen Stadtrat, der sich überwiegend aus Gleichgesinnten zusammensetzte. Obwohl am 20. November 1453 König Ladislaus Postumus dem damaligen Landesverweser Georg von Podiebrad die Ansprüche auf Stadt und Burg Nachod sowie weitere ostböhmische Besitzungen bestätigte, konnte sich Jan Kolda in Nachod weiterhin behaupten. Erst als er sich 1454–1458 mit seinem Söldnerheer zu einem Kriegszug in Polen aufhielt, gelang es Georg von Podiebrad nach einer Belagerung im April und Mai 1456, die Stadt Nachod und die bis dahin von Jan Kolda gehaltenen ostböhmischen Besitzungen einzunehmen.
Noch zu seinen Lebzeiten übertrug Georg von Podiebrad im Jahr 1458 Nachod seinen Söhnen Boček und Viktorin. Nach Georgs Tod 1471 erbte Nachod, nach der Erbteilung von 1472, Georgs Sohn Heinrich d. Ä. Er sah sich 1497 gezwungen, die Herrschaft Nachod dem Jan Špetle von Pruditsch (Jan Špetle z Prudič a ze Žlebů) zu verpfänden. Nach Heinrichs Tod 1498 gelang es seinen Söhnen nicht, das Pfand auszulösen, so dass sie Nachod dem Jan Špetle verkaufen mussten. Er erwarb 1519 die Herrschaft Vízmburk und inkorporierte sie seiner Herrschaft Nachod.
1533 erwarb der höchste böhmische Hofmeister Vojtěch von Pernstein die Herrschaft Nachod, von dem sie ein Jahr später dessen Bruder Johann von Pernstein erbte. Er erwarb 1534 die Herrschaften Rýzmburg, Adersbach und Burg Skály und verband sie ebenfalls mit der Herrschaft Nachod. 1543 verkaufte er die Herrschaften Rýzmburk und Skalý und ein Jahr später die gesamte Herrschaft Nachod den mächtigen und reichen Smiřický von Smiřice. Sie vergrößerten die Herrschaft Nachod im Jahr 1582 um die Güter von Ratibořice. Da Albrecht Jan Smiřický von Smiřice im Ständeaufstand von 1618 auf der Seite der Aufständischen stand, wurden seine Besitzungen vom Kaiser konfisziert, der sie 1621 seinem Feldmarschall Albrecht von Wallenstein als Vormund des geistesschwachen Jindřich Smiřický von Smiřice (1592–1630) übertrug.
1623 verkaufte die Böhmische Kammer Nachod zusammen mit Rýzmburk der Maria Magdalena Trčka von Lobkowitz, deren Ehemann Jan Rudolf Trčka von Lípa bereits umfangreiche Besitzungen in Ostböhmen besaß. Obwohl sie durch ein kaiserliches Patent bis zu ihrem Tod Protestantin blieb, begann während ihrer Regentschaft die vom Kaiser angeordnete Rekatholisierung der Untertanen. Da auch ihr Mann Jan Rudolf Trčka von Lípa erst 1628 zum katholischen Glauben übertrat, war die Rekatholisierung zunächst wenig erfolgreich, führte jedoch nach Jan Rudolfs Konversion zu Bauernaufständen, da sich die Bauern weigerten, ihren bisherigen Glauben aufzugeben. 1628 oder ein Jahr später verkaufte Maria Magdalena Trčka von Lobkowitz Nachod ihrem Sohn Adam Erdmann Trčka von Lípa. Er veranlasste die Erneuerung der Stadtbefestigungsanlagen, die Säuberung und Bewässerung des Burggrabens und die Sicherung der Herrschaft durch Angehörige seines Regiments. Nach der Ermordung Adam Erdmanns 1634 in Eger wurden seine Besitzungen vom Kaiser konfisziert.
Als Dank für bis dahin im Dreißigjährigen Krieg erworbenen Verdienste schenkte Kaiser Ferdinand II. die Herrschaft Nachod seinem General Ottavio Piccolomini, der an der Verschwörung und Ermordung Albrecht von Wallensteins im Jahr 1634 in Eger beteiligt gewesen war. Während seiner Regentschaft wurde die Grundherrschaft 1642 mit kaiserlicher Genehmigung zu einem Familienfideikommiss umgewandelt. Nach dem Tod des kinderlosen Herzogs Giuseppe Parille Piccolomini, mit dem der Familienzweig der Piccolomini-Todeschini 1783 im Mannesstamm erlosch, kam es zu einem Erbstreit um die Herrschaft Nachod, der 1786 zu Gunsten des Grafen Joseph Adalbert von Desfours entschieden wurde. Nach dessen Tod 1791 konnte sein Verwandter Franz Anton von Desfours (František Antonín, hrabě Desfours) die hinterlassenen Schulden nicht begleichen. Deshalb wurden Schloss und Herrschaft Nachod am 13. September 1792 in einer Versteigerung vom kurländischen Herzog Peter von Biron erworben. Von 1800 bis 1839 gehörte die Herrschaft seiner Tochter Wilhelmine von Sagan, die das Vorbild für die Fürstin in dem Roman Babička (Die Großmutter) von Božena Němcová war. Nach Wilhelmines Tod verkaufte ihre Schwester Pauline von Hohenzollern-Hechingen das Schloss und die Herrschaft Nachod an Octavio von Lippe-Biesterfeld; von diesem ging der Besitz im Jahre 1842 an Fürst Georg Wilhelm zu Schaumburg-Lippe über. Dieser wandelte den Besitz für seinen Sohn Wilhelm zu Schaumburg-Lippe zu einer Sekundogenitur um. Nach dem Ende der Patrimonialherrschaft 1848 verblieben die Schlösser Nachod, Chvalkovice und Ratibořice in der Familie von Schaumburg–Lippe. Letzter Besitzer war Friedrich zu Schaumburg-Lippe, dessen Nachkommen nach dem Ende des Zweiten Weltkrieges 1945 entschädigungslos enteignet wurden. Die Schlösser Nachod, Ratibořice und Chvalkovice wurden verstaatlicht.

## Umfang und zugehörige Ortschaften
Die Grenzen der Herrschaft Nachod wurden erstmals in einer lateinischen Urkunde des Břevnover Abtes Martin vom 9. August 1254 beschrieben, mit der die Abgrenzung zum Gebiet des Břevnover Filialklosters Politz festgelegt wurde. Diese Grenze verlief von Machau entlang des Flusses Židovka bis zu deren Einmündung in die Mettau. Die weiteren Grenzen sind für die damalige Zeit nicht schriftlich belegt. Es wird jedoch angenommen, dass sie im Westen an die Besitzungen der Burg Riesenburg entlang der Aupa grenzten. Im Osten dehnte sich die damals dünn besiedelte Herrschaft Nachod entlang des Landespfades bis zum Flussgebiet der Reinerzer Weistritz aus. Bis 1477 gehörten auch Lewin und Umgebung (Lewiner Ländchen, tschechisch Levínsko) und das später als Böhmischer Winkel bezeichnete Gebiet zur Herrschaft Nachod. Sie wurden in diesem Jahr durch Herzog Heinrich d. Ä., dem damals die Herrschaft Nachod gehörte, in die Herrschaft Hummel eingegliedert, die zugleich mit der Grafschaft Glatz verbunden wurde. Dadurch verkleinerte sich der Umfang der Herrschaft Nachod, deren östliche Grenze nun nur wenige Kilometer von Nachod entfernt war.
Ende des 15. Jahrhunderts bestand die Herrschaft Nachod aus folgenden Ortschaften:

Stadt und Schloss Náchod, Staré Město, Běloves (Bielowes), Malé Poříčí (Klein Poritsch), Skalice, Hronov, Machov, Machovská Lhota (Lhota Mölten), Velké Poříčí, Srbská, Sedmákovice (Sedmakowitz), Žďárky, Zličko (Slitschko) Zbečník (Sbetschnik), Rokytník (Roketnik), Borová, Čermná, Dobrošov, Jizbice  (Jisbitz), Lipí (Lip), Bražec (Braschetz), Přibyslav, Horní Radechová, Dolní Rybníky (Niederteich) Slavíkov (Slawikau), Dolní Radechová, Babí (Babe), Pavlišov (Paulisch), Kramolna, Lhotky, Trubějov, Vysokov, Starkoč (Starkotsch), Kleny (Klen), Zlič (Slitsch), Malá Skalice (Kleinskalitz), Zájezd (Furt) und Větrník (Windfeld).
Mit dem Erwerb der Herrschaft Vízmburk 1519 durch Jan Špetle von Pruditsch gelangten folgende Dörfer und Städtchen an die Herrschaft Nachod:

Burg Vízmburk, Úpice, Kostelec, Radeč (Raatsch), Havlovice, Libňatov, Maršov, Slatina, Kyje (Kaile), Brusnice (Deutsch Prausnitz), Studenec (Staudenz), Rubínovice (Rudersdorf), Bohuslavice, Suchovršice, Velké Svatoňovice, Malé Svatoňovice, Batňovice, Petrovice (Petrowitz), Strážkovice (Straschkowitz), Rtyně, Bohdašin (Bochdaschin), Lhota za Kostelcem (Lhota hinter Rothkosteletz) und Horní Kostelec (Oberkosteletz).
1534 erwarb Johann von Pernstein die Burgen Skály und Adersbach sowie die zugehörigen Dörfer und verband sie mit seiner Herrschaft Nachod. Die damals ebenfalls erworbene Rýzmburk war Ende des 16. Jahrhunderts wieder in anderen Händen.
1582 erwarb Hedwig Smiřický von Smiřice, Witwe des Albrecht, als Vormündin der Söhne Wenzel/Václav und Jaroslav Ratibořice, Chlistov (Chlistau), Křižanov (Kreuzhöfner), Lhota und Zábrodí.
Am 12. April 1601 erwarb Sigmund/Zikmund Smiřický von Smiřice als Vormund seines 10-jährigen Mündels Albrecht Václav Smiřický von Smiřice Burg und Herrschaft Rýzmburk mit den Ortschaften Červená Hora und Žernov sowie den Dörfern Mstětín (Mistietin), Olešnice  (Woleschnitz), Skalka, Stolín (Stolin) und Všeliby (Liebstatt). 1613 erwarb Albrecht Václav Třebešov mit Malý Třebešov (Klein Trebeschau) sowie halb Litoboř.
Ottavio Piccolomini erwarb 1636 Mískolezy (Miskoles) mit Újezdec (Aujestetz), 1637 Heřmanický Dvůr (Hermanitz), Hořičky, Hostyně, die zweite Hälfte von Litoboř, Mečov (Metschow) Světlá (Lichten) und Vestec, 1641 Šonov und Třtice (Rohrbusch) mit Zblov (Sblow). 1716 erwarb Anna Viktoria Piccolomini, geborene Kolowrat, als Vormündin ihres Sohnes Giovanni Venceslao Piccolomini Řešetova Lhota und 1729 Studnitz. Die beiden letztgenannten Orte gehörten nicht zum Familienfideikommiss und waren als Allod frei vererbbar.
Herzog Peter von Biron, der die Herrschaft Nachod 1792 erworben hatte, vergrößerte sie 1798 mit dem Kauf von Schloss und Herrschaft Chvalkovice mit den Ortschaften Svinišťany, Říkov, Komárov (Komarow), Sebuč (Sebutsch), Výhled (Weihled), Nesytá (Nimmersatt) und Bukovina (Groß- bzw. Kleinbok).
Nach Johann/Jan Müller, der 50 Jahre in der Verwaltung der Herrschaft Nachod, zuletzt als Rentmeister, angestellt war, wurden im Jahre 1840 46.576 Einwohner gezählt, von denen sich die meisten zum katholischen Glauben bekannten. Für diese bestanden neun Pfarreien, die von 21 Seelsorgern betreut wurden. Die Kirchen und Pfarrhäuser sowie die Mehrzahl der Schulen standen unter dem Patronat der Obrigkeit. Die 194 evangelischen Einwohner waren zumeist zugewandert. Die 396 Israeliten lebten vor allem in der Stadt Nachod. In zwölf Dörfern lebten überwiegend Deutsche.
1843 bestand die Herrschaft aus 113 Ortschaften und 47.757 Einwohnern, die in 7074 Häusern wohnten.

## Besitzer
| Zeitraum      | Besitzer |
| ------------- | --- |
| 1254–1289     | Hron von Nachod (Hron z Náchoda) aus dem Stamm der Načeraticer (Načeraticové), im Zusammenhang mit Nachod erstmals 1254 erwähnt. Errichtete an einem strategisch wichtigen Platz die Burg Nachod, gründete die Stadt Nachod und kolonisierte das Land an der mittleren Mettau. Ihm folgte sein Sohn Ješek d. Ä. (Ješek starší) |
| bis etwa 1316 | Ješek d. J. (Ješek mladší), Sohn des Ješek d. Ä.; musste Nachod im Tausch gegen Schwarzkosteletz an den böhmischen König Johann von Luxemburg abtreten. |
| 1316–1325     | Johann von Luxemburg, König von Böhmen |
| 1325–vor 1353 | Hynek d. Ä. von Dubá (Hynek starší bzw. Hajman z Dubé) |
| bis etwa 1360 | Hynek d. J. von Nachod und Dubá (Hynek ml. z Náchoda a Dubé) gemeinsam mit Ješek von Nachod und Dubá (Ješek z Náchoda a Dubé) |
| bis etwa 1367 | Hynek d. J. von Nachod und Dubá (Hynek ml. z Náchoda a Dubé) |
| 1367–1390     | Herzogin Agnes von Habsburg (Anežka kněžna Svídnická bzw. Anežka Habsburská), Witwe des Herzogs Bolko II. (Schweidnitz). Es ist nicht bekannt, wie sie an die Herrschaft Nachod gelangte. Dass es ihr gehörte ergibt sich daraus, dass sie als Patronin der Kirche von Hronov belegt ist. |
| 1390–1391     | Puta d. Ä. von Častolowitz (Půta z Častolovic) |
| 1391–1392     | Benesch von Duba (Beneš Silný z Dubé), † vor 1407 |
| 1392–1412     | Dietrich von Janowitz (Jetřich z Janovic), da er keine Nachkommen hinterließ, fiel Nachod als erledigtes Lehen durch Heimfall an die Krone Böhmen. |
| 1412          | Wenzel IV. (Václav IV.), König von Böhmen |
| 1412–1414     | Heinrich von Lazan (Jindřich Lefl z Lažan), tauschte Nachod mit Boček II. von Podiebrad gegen Bechyně |
| 1414–1417     | Boček II. von Podiebrad (Boček z Kunštátu a Poděbrad) |
| 1417 bis 1427 | Viktorin von Podiebrad (Viktorín z Kunštátu a Poděbrad) Erbe wurde 1427 dessen 6-jähriger Sohn Georg von Podiebrad (Jiří z Poděbrad), der spätere König von Böhmen. |
| 1427–1432     | Jan Holý (Holec) von Nemošice (z Nemošic) und Nikolaus Trčka von Lípa (Mikuláš Trčka z Lípy), Taboriten-Hauptmänner, gelangten an die Herrschaft Nachod und die benachbarte Herrschaft Hummel vermutlich durch Landraub. |
| 1432–1437     | Jan Baštín z Porostlé, ehemals Heerführer des Jan Žižka. Es ist nicht bekannt, wie er an die Herrschaft Nachod gelangte. |
| 1437–1456     | Jan Kolda von Žampach (Jan Kolda ze Žampach), ehemals Taboriten-Hauptmann; bemächtigte sich der Stadt und der Burg Nachod durch Überfall. |
| 1456–1458     | Georg von Podiebrad (Jiří z Poděbrad) ließ sich als Landesverweser des Königs Ladislaus Postumus den rechtmäßigen Besitz von Nachod bestätigen. 1456 eroberte er Nachod sowie die Burg Rychmberk und die Feste Černíkovice |
| 1458–1469     | Boček IV. von Podiebrad (Boček z Poděbrad; auch Boček IV. z Poděbrad) und Viktorin von Podiebrad (Viktorín z Minstrberka, auch Viktorín z Poděbrad bzw. Viktorín Opavský) Söhne des Königs Georg von Podiebrad. |
| 1470–1497     | Heinrich d. Ä. von Münsterberg und Oels (Jindřich starší z Minstrberka, auch Jindřich starší z Poděbrad), erbte nach dem Tod seines Vaters Georg von Podiebrad u. a. Stadt und Herrschaft Nachod und die zugehörige Herrschaft Hummel. Die letztgenannte inkorporierte er 1477 in die Grafschaft Glatz, die ebenfalls in seinem Besitz war. |
| 1497–1527     | Jan d. J. Špetle von Prudice (Jan ml. Špetle z Prudic), erhielt 1497 Nachod für vier Jahre als Pfand von Herzog Heinrich d. Ä. Da dessen Söhne das Pfand nach Heinrichs Tod 1498 nicht auslösen konnten, überließen sie ihm den Besitz. |
| 1527–1534     | Adalbert von Pernstein (Vojtěch z Pernštejna). Obersthofmeister und Landeshauptmann von Böhmen. |
| 1534–1544     | Johann von Pernstein (Jan z Pernštejna a na Helfenštejně), Oberstkämmerer und Landeshauptmann von Mähren sowie Pfandherr der Grafschaft Glatz. |
| 1544–1548     | Sigmund Smiřický von Smiřice (Zikmund Smiřický ze Smiřic) |
| 1548–1566     | Albrecht Smiřický von Smiřice, dessen älterer Bruder Jaroslav wurde 1554 in den Herrenstand aufgenommen. |
| 1566–1586     | Hedwig Smiřický von Smiřice (Hedvika Smiřická z Házmburka) Witwe des Albrecht, nach dessen Tod Vormündin der Söhne Wenzel/Václav und Jaroslav. Erwarb 1575 Kleinskalitz, 1582 Ratibořice, Chlistov, Křižanov, Lhota und Zábrodí |
| 1586–1593     | Wenzel Smiřický von Smiřice (Václav Smiřický ze Smiřic) |
| 1593–1614     | Albrecht Wenzel Smiřický von Smiřice (Albrecht Václav Smiřický ze Smiřic). Trat im Alter von drei Jahren das Erbe seines Vaters Wenzel an. Die Vormundschaft wurde von Sigmund/Zikmund Smiřický von Smiřice, einem Vetter des Vaters Wenzel, ausgeübt. Dieser erwarb Jahre 1601 für sein Mündel die Herrschaft Burg Rýzmburk mit Žernov, Červená Hora mit Mstětín, Olešnice, Stolín, Víska und Všeliby. 1613 erwarb Albrecht Wenzel Třebešov mit Třebešov malý sowie halb Litoboř.                                                   |
| 1614–1618     | Albrecht Jan Smiřický von Smiřice (Albrecht Jan Smiřický ze Smiřic), wurde nach dem Tod des Sigmund/Zikmund Smiřický von Smiřice Alleinerbe der gesamten Smiřický-Besitzungen. |
| 1618–1620     | Markéta, verheiratete Slavata (Markéta Saloména Slavatová ze Smiřic), Schwester des Albrecht Jan, als Vormündin des geistesschwachen ältesten Bruders Heinrich-Georg (Jindřich Jiří, † 1630). Nach der Schlacht am Weißen Berg wurde der Besitz der Smiřický von Smiřice konfisziert. |
| 1621–1623     | Albrecht von Waldstein, dessen Mutter eine geborene Smiřický aus der Nachoder Linie war, als Vormund des geisteschwachen Heinrich Georg Smiřický von Smiřice (Jindřich Jiří, † 1630) |
| 1623–1628     | Maria Magdalena, geborene Lobkowitz, Ehefrau des Jan Rudolf Trčka von Lípa; verkaufte Nachod an ihren Sohn |
| 1629–1634     | Adam Erdmann Trčka von Lípa, nach dessen Tod 1634 wurde die Herrschaft vom Kaiser konfisziert |
| 1634–1656     | Ottavio Piccolomini, Herzog von Amalfi, kaiserlicher General. Erhielt die Herrschaft Nachod als Belohnung für seine bis dahin erworbenen Verdienste im Dreißigjährigen Krieg. 1636 erwarb er Mískolezy (Miskoles) mit Újezdec, 1637 Heřmanický Dvůr (Hermanitz), Hořičky, Hostyně, halb Litoboř, Mečov (Metschow), Světlá (Lichten), Vestec, 1641 Šonov und Třtice mit Zblov. 1642 erlangte er vom Kaiser die Erlaubnis, die Herrschaft Nachod zu einem Familienfideikommiss umzuwandeln. Da er ohne Nachkommen verstarb, folgte ihm |
| 1656–1664     | Herzog Enea Silvio Piccolomini (Aeneáš Sylvius, kniže Piccolomini), aus dem Familienzweig Piccolomini-Pieri. Da Enea Silvio beim Erbfall erst drei Jahre alt war, stand er unter der Vormundschaft des Grafen Johann Sebastian Pötting (Jan Šebastián z Pöttingu), der auch die Regentschaft ausübte. |
| 1664–1673     | Da Maria Benigna Franziska von Sachsen-Lauenburg, Witwe des Generals Ottavio Piccolomini nicht bereit war, auf ihr Witwengut zu verzichten, wurde sie vom Kaiser als Regentin eingesetzt. Auch nachdem Enea Silvio 1671 volljährig wurde, übte sie diese Tätigkeit noch bis zu seinem Tod 1673 aus. |
| 1673–1712     | Herzog Lorenzo Piccolomini (Vavřinec, kniže Piccolomini), jüngerer Bruder des Enea Silvio. |
| 1712–1742     | Herzog Giovanni Venceslao Piccolomini (Jan Václav, kniže Piccolomini). Da er gemütskrank war, übte 1712–1732 seine Mutter Anna Viktoria, geborene Kolowrat, die Vormundschaft aus. Anschließend wurde sein jüngerer Bruder Ottavio als Vormund und Administrator eingesetzt. |
| 1742–1757     | Herzog Ottavio Piccolomini (Octavian II., kniže Piccolomini); mit ihm erlosch der Familienzweig der Piccolomini-Pieri im Mannesstamm. |
| 1757–1765     | Herzog Giovanni Pompeo Piccolomini (Jan Pompejus, kniže Piccolomini) aus dem Familienzweig der Piccolomini-Tedeschini. |
| 1765–1783     | Herzog Giuseppe Parille Piccolomini (Josef Parille, kniže Piccolomini); stand bis zum 5. August 1771 unter der Vormundschaft seiner Mutter Margherita Caterina, geborene Caracciolo. Mit ihm erlosch der Zweig Piccolomini-Todeschini im Mannesstamm. |
| 1786–1791     | Joseph Adalbert von Desfours (Josef Vojtěch, hrabě Desfours). Gelangte als Enkel des Herzogs Lorenzo Piccolomini nach einem mehrjährigen Erbstreit an die Herrschaft Nachod. Da sein Verwandter Franz Anton von Desfours (František Antonín, hrabě Desfour) die hinterlassenen Schulden nicht begleichen konnte, wurde der gesamte Besitz versteigert. |
| 1792–1800     | Peter von Biron, Herzog von Kurland und Semgallen sowie Sagan. Erwarb die Herrschaft Nachod in der Versteigerung. Führte Erleichterungen für seine Untergebenen ein, förderte das Schulwesen. Im Schloss Nachod ließ er ein Theater einrichten, in dem Opern und Konzerte aufgeführt wurden. 1798 erwarb er die Herrschaft Chvalkovice mit Bukovina, Komárov, Říkov, Sebuč, Svinišťany und Výhled. |
| 1800–1839     | Wilhelmine von Sagan, Tochter des Peter von Biron. Veranlasste den Umbau des Schlosses Ratibořice im Stil des Empire. |
| 1839–1840     | Pauline von Sagan (Marie Pavlína, kněžna z Hohenzollern-Hechingen), jüngere Schwester der Wilhelmine von Sagan. |
| 1840–1842     | Karl Oktavian von Lippe-Biesterfeld (Karel Octavius, hrabě z Lippe-Bisterfeld) |
| 1842–1860     | Georg Wilhelm von Schaumburg-Lippe (Jiří Vilém, kníže Schaumburg-Lippe); errichtete für seinen drittgeborenen Sohn Wilhelm und dessen Nachkommen die Sekundogenitur Nachod, die aus dem Fideikommiss-Nachod-Chwalkowitz bestand. |
| 1860–1906     | Wilhelm zu Schaumburg-Lippe (Vilém princ Schaumburg-Lippe) |
| 1906–1945     | Friedrich zu Schaumburg-Lippe (Bedřich, princ Schaumburg-Lippe) |
|               | 1945 wurden die Besitzungen des Nachoder Familienzweigs der Schaumburg-Lippe durch die Tschechoslowakei entschädigungslos enteignet. |